# Neugersdorfer Hütte
Die Neugersdorfer Hütte (ital.: Rifugio Vetta d’Italia) – auch Krimmler-Tauern-Hütte – ist eine Schutzhütte und ein ehemaliges Zollhaus im Südtiroler Teil der Zillertaler Alpen, etwa 300 Meter südöstlich des Krimmler Tauern, eines alpinen Wegübergangs, der seit dem Vertrag von Saint-Germain 1920 an der Grenze zwischen Italien und Österreich liegt. Sie wurde von 1905 bis 1907 durch die nordböhmische Sektion Warnsdorf des Deutschen und Österreichischen Alpenvereins (DuOeAV) mit Hilfe der Einwohner des Ahrntales erbaut. Heute ist die Hütte Eigentum der Autonomen Provinz Bozen, wird aber durch die Guardia di Finanza genutzt.

## Umgebung
Die für die damalige Zeit außergewöhnlich modern gebaute Hütte (Massivbau) steht am Südhang des Zillertaler Hauptkamms auf 2568 m Höhe, unterhalb des uralten Hochpasses. Sie befindet sich heute nahe der österreichisch-italienischen Grenze auf italienischer Seite und liegt im Südtiroler Naturpark Rieserferner-Ahrn. Von ihr aus blickt man auf die Berge der Venedigergruppe. Die zwei größten sind die Dreiherrenspitze (3499 m) und die Rötspitze (3496 m).
An der Neugersdorfer Hütte vorbei führt der Lausitzer Weg, der unterschiedlich beschrieben wird.
Der Höhenweg verläuft eigentlich von der Birnlücke zum Hundskehljoch, wird aber in der Kompass-Karte 082 als Rundweg Kasern-Heiliggeistjöchl-Birnlückenhütte-Kasern angegeben.

## Geschichte

Bauzeichnung der Hütte

Bedingt durch starken Zulauf, beschloss die 1883 in Löbau gegründete Sektion Lausitz ihre alpinistischen Aktivitäten auszudehnen, der Lausitzer Weg wurde angelegt. Die den Lausitzern benachbarte Sektion Warnsdorf in Böhmen plante daraufhin den Bau einer Hütte an der Kreuzung des Weges mit dem Krimmler Tauernübergang, weil es vermehrt zu Unfällen durch plötzlichen Wetterwechsel gekommen war. Finanziert wurde das Projekt von Neugersdorfer Unternehmern sowie der Gemeinde Neugersdorf in Sachsen. Die Hütte erhielt daher den Namen Neugersdorfer Hütte. 1904 wurde ein Pachtvertrag über den erforderlichen Baugrund unterschrieben und ein Jahr später die Bauausführung an den Unternehmer Johann Eppacher aus St. Johann im Ahrntal übertragen. Ende 1906 war das Dach fertig und schon am 14. August 1907 konnte die feierliche Eröffnung stattfinden, im August 1910 wurde eine Telefon- und Telegrammannahmestelle der kaiserlichen und königlichen Oberpost- und Telegrafendirektion eingerichtet. Dafür eingesetzt haben sich der Garngroßkaufmann Friedrich Ernst Berger (1. Sektionsvorsitzender) und die Fabrikanten Alfred und Arno Hoffmann aus Neugersdorf.
Außerdem ließ Hüttenwart Arno Hoffmann eine mit Tisch und Bänken ausgestattete Nebenhütte errichten, die nicht verschlossen wurde, sowie einen Reittierstall.
Bis 1919 war die Hütte bewirtschaftet, nachdem Südtirol infolge des Vertrags von Saint-Germain Italien zugesprochen wurde, duldete man die Alpenvereinsarbeit und ihre Hütten zunächst. Da aber mit dem Aufkommen des Faschismus in Italien in den 1920er Jahren die deutschsprachige Bevölkerung und deren Kulturgut verdrängt werden sollte, wurde die Hütte enteignet und als Zollhaus genutzt.
Nach dem Zweiten Weltkrieg wurde die Hütte geplündert und verfiel, bis sie 1984, umfassend saniert, von den italienischen Zollbehörden wieder genutzt wurde, um der regen Schmuggelwirtschaft begegnen zu können. Nachdem sie im Jahr 2000 der autonomen Provinz Südtirol überlassen worden war, forderte der Staat 2011 eine Rückgabe der Hütte, da sie nach wie vor von der Finanzwache gebraucht werde. Nach langen Verhandlungen konnte 2020 ein Einvernehmen zwischen dem Land und dem Staat erreicht werden und die Hütte wurde der Finanzwache befristet für drei Jahre überlassen. Mit Ablauf der Frist wurde das Abkommen stillschweigend bis 2026 verlängert.

## Ausstattung
Der Steinbau wurde innen mit großzügiger Holzvertäfelung ausgestattet, auch die Nebenhütte war vertäfelt. Sechs Schlafzimmer mit zehn Betten und einen gemeinsamen Schlafraum mit neun zu je drei abgeteilten Matratzenlagern sowie Küche und Gaststube sind geräumig ebenso wie der Keller.
Bei der Sanierung wurde auch wieder eine Holzvertäfelung angebracht.